# Октябрьский (Орловская область)
Октя́брьский — посёлок в Дмитровском районе Орловской области. Входит в состав Берёзовского сельского поселения.

## География
Расположен в 18 км к юго-западу от Дмитровска и в 2,3 км от границы с Курской областью.

## История
В 1937 году в посёлке было 17 дворов. 
Во время Великой Отечественной войны, с октября 1941 года по август 1943 года, находился в зоне немецко-фашистской оккупации (территория Локотского самоуправления). С марта по август 1943 года в районе посёлка велись активные боевые действия.

## Население
| 1979 | 2002 | 2010 |
| ---- | ---- | ---- |
| 15   | ↘2   | ↘1   |